# Jack Lauterwasser
John Jacob "Jack" Lauterwasser (4 de junho de 1904 — 2 de fevereiro de 2003) foi um ciclista britânico que participou nos Jogos Olímpicos de Amsterdã, em 1928.
Nessas olimpíadas de 1928, ele ganhou uma medalha de prata no contrarrelógio por equipes, formando equipe com John Middleton e Frank Southall. Na estrada individual, terminou em quinto.